# Trathala rostrata
Trathala rostrata là một loài tò vò trong họ Ichneumonidae.